# Піявиці
Піявиці (словен. Pijavice) — поселення в общині Севниця, Споднєпосавський регіон, Словенія. Висота над рівнем моря: 229,4 м.